# Соболев, Виталий Максимович
Виталий Максимович Соболев (30 октября 1923, Слободской уезд, Вятская губерния — 28 октября 1993, Усть-Кут, Иркутская область) — сержант Рабоче-крестьянской Красной Армии, участник Великой Отечественной войны, Герой Советского Союза (1944).

## Биография
Виталий Соболев родился 30 октября 1923 года в деревне Большие Соболи. После окончания начальной школы и школы фабрично-заводского ученичества работал на железной дороге. В сентябре 1941 года был призван на службу в Рабоче-крестьянскую Красную Армию. С апреля 1942 года — на фронтах Великой Отечественной войны. В боях три раза был ранен.
К июлю 1944 года сержант Виталий Соболев был разведчиком 416-й отдельной разведроты 350-й стрелковой дивизии 13-й армии 1-го Украинского фронта. Отличился во время освобождения Польши. 29 июля 1944 года Соболев с товарищем переправился через Вислу в районе местечка Тарнобжег к югу от Сандомира и провёл разведку места высадки, после чего вернулся к командованию. После этого Соболев по приказу командования вновь переправился через Вислу, на сей раз во главе группы, которая захватила плацдарм и прикрывала переправу основных сил, отразив несколько немецких контратак, уничтожив около 30 солдат и офицеров противника.
Из наградного листа на присвоение звания Героя Советского Союза

Гвардии сержант Соболев Виталий Максимович, будучи разведчиком 416-й отдельной разведывательной роты, за время наступательных действий дивизии проявил исключительную доблесть, мужество и отвагу. Особенно примеры личного мужества и самоотверженности были проявлены тов. Соболевым при форсировании реки Висла 29 июля 1944 года.
Действуя в составе небольшой группы разведчиков и имея боевую задачу разведать западный берег реки Висла, тов. Соболев вместе с разведчиком Марининым, пренебрегая опасностью, без всяких средств переправы, вплавь, с автоматами и пистолетами на шее, первыми переправились в районе местечка Тарнобжег на западный берег Вислы, откуда открыли автоматный огонь, под прикрытием которого дали возможность на захваченной ими у противника лодке переправиться остальной группе разведчиков. Сильный артиллерийско-минометный огонь не остановил выполнение дерзкого решения разведчиков. Предпринятые контратаки противника, старавшегося сбросить разведчиков в воду, были отражены с большими для немцев потерями.
Разведчиком тов. Соболевым при отражении контратак было уничтожено до 30 немецких солдат и офицеров и захвачены в плен два «языка».
Обеспечив переправу группы разведчиков на западный берег реки Висла, тов. Соболев, несмотря на численное преимущество в живой силе и технике противника, вместе с переправившимися сумел удержать рубеж до прихода пехоты.
Проявленная исключительная доблесть и мужество тов. Соболевым в деле выполнения сложной боевой задачи не только обеспечили переправу группы разведчиков, но и содействовали развитию достигнутых успехов дивизии.
За самоотверженность, инициативу, находчивость и отвагу, проявленные в боях с немецкими захватчиками, захват и удержание водного рубежа тов. Соболев достоин звания Героя Советского Союза.
Командир 350-й Житомирской ордена Богдана Хмельницкого дивизии гвардии генерал-майор Вехин 10 августа 1944 года
— Наградной лист
Указом Президиума Верховного Совета СССР от 23 сентября 1944 года за «образцовое выполнение заданий командования, мужество и героизм, проявленные при форсировании Вислы» сержант Виталий Соболев был удостоен высокого звания Героя Советского Союза с вручением ордена Ленина и медали «Золотая Звезда» за номером 4593.
После окончания войны Соболев был демобилизован. Проживал и работал сначала в Якутской АССР, затем в городе Усть-Кут Иркутской области. Умер 28 октября 1993 года.

## Награды
- Герой Советского Союза[2].
- орденом Ленина
- Орден Отечественной войны I степени)1985)
- Орден Красной Звезды
- Орден Славы III степени
- Медаль Жукова[3]
- Медаль За боевые заслуги[4]
- Медаль «В ознаменование 100-летия со дня рождения Владимира Ильича Ленина» (6 апреля 1970[5])
- Медаль «За победу над Германией в Великой Отечественной войне 1941—1945 гг.» (9 мая 1945[6])
- Юбилейная медаль «Двадцать лет Победы в Великой Отечественной войне 1941—1945 гг.» (7 мая 1965[7])
- Юбилейная медаль «Тридцать лет Победы в Великой Отечественной войне 1941—1945 гг.»[8]
- Медаль «Сорок лет Победы в Великой Отечественной войне 1941-1945 гг.»[9]
- Медаль «Ветеран Вооружённых Сил СССР»
- Медаль «30 лет Советской Армии и Флота».[10]
- Юбилейная медаль «40 лет Вооружённых Сил СССР»[11]
- Юбилейная медаль «50 лет Вооружённых Сил СССР» (26 декабря 1967[12])
- Юбилейная медаль «60 лет Вооружённых Сил СССР» (28 января 1978[13])
- Юбилейная медаль «70 лет Вооружённых Сил СССР» (28 января 1988[14])

- Знак «Гвардия»
- Знак МО СССР «25 лет Победы в Великой Отечественной войне» (24 апреля 1970)

## Память

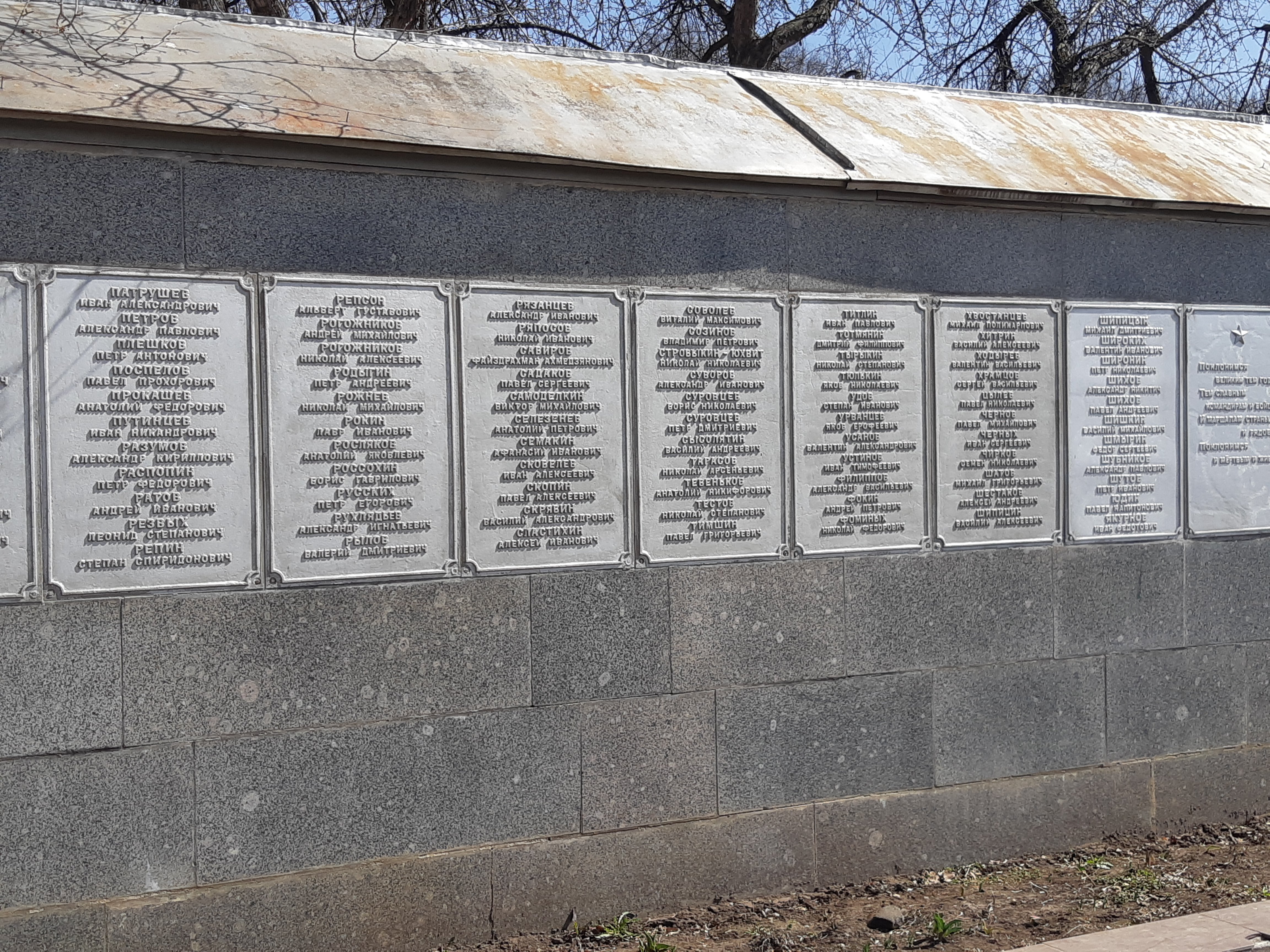
Имя Героя на мемориальной доске в парке г. Кирова

- Имя Героя Советского Союза увековечено на мемориальной доске в честь кировчан — Героев Советского Союза в парке дворца пионеров города Кирова.
- Имя Героя высечено золотыми буквами в зале Славы Центрального музея Великой Отечественной войны в Парке Победы г. Москвы.
- В честь Соболева названа улица в Зуевке[2].

## Комментарии
1. ↑  Деревня Большие Соболи (Жиляковская, Черти), относившаяся к Сезенёвской волости Слободского уезда, в последующем входила в состав Большепасынского, Пасынковского сельсоветов Зуевского района Кировской области; упразднена 11.2.1987[1].